# Franz Rapp (Politiker)
Franz Rapp (* 2. Jänner 1820 in Leipa oder Saaz; † 23. April 1875 in Wien) war ein österreichischer Jurist und Politiker.

## Leben
Rapp absolvierte das Gymnasium in Prag und studierte anschließend Rechtswissenschaft an den Universitäten Prag, später Wien, wo er 1843 promoviert wurde. Anschließend war er Advokat in Wien. 1851 wurde er dort zum Notar bestellt, eröffnete seine eigene Kanzlei und heiratete im selben Jahr.
Vom 1. September 1848 bis 23. April 1849 war Rapp für den Wahlkreis Leitmeritz/Böhmen in Rumburg Mitglied der Frankfurter Nationalversammlung in der Fraktion Augsburger Hof. Danach war er nicht mehr politisch tätig.